# Rhynchagrotis
Rhynchagrotis is een geslacht van vlinders van de familie Uilen (Noctuidae), uit de onderfamilie Noctuinae.

## Soorten
- R. adulta Guenée, 1852
- R. anchocelioides Guenée, 1852
- R. belfragei Smith, 1890
- R. cupida Grote, 1864
- R. exsertistigma Morris, 1874
- R. insularis Grote, 1876